# 般度

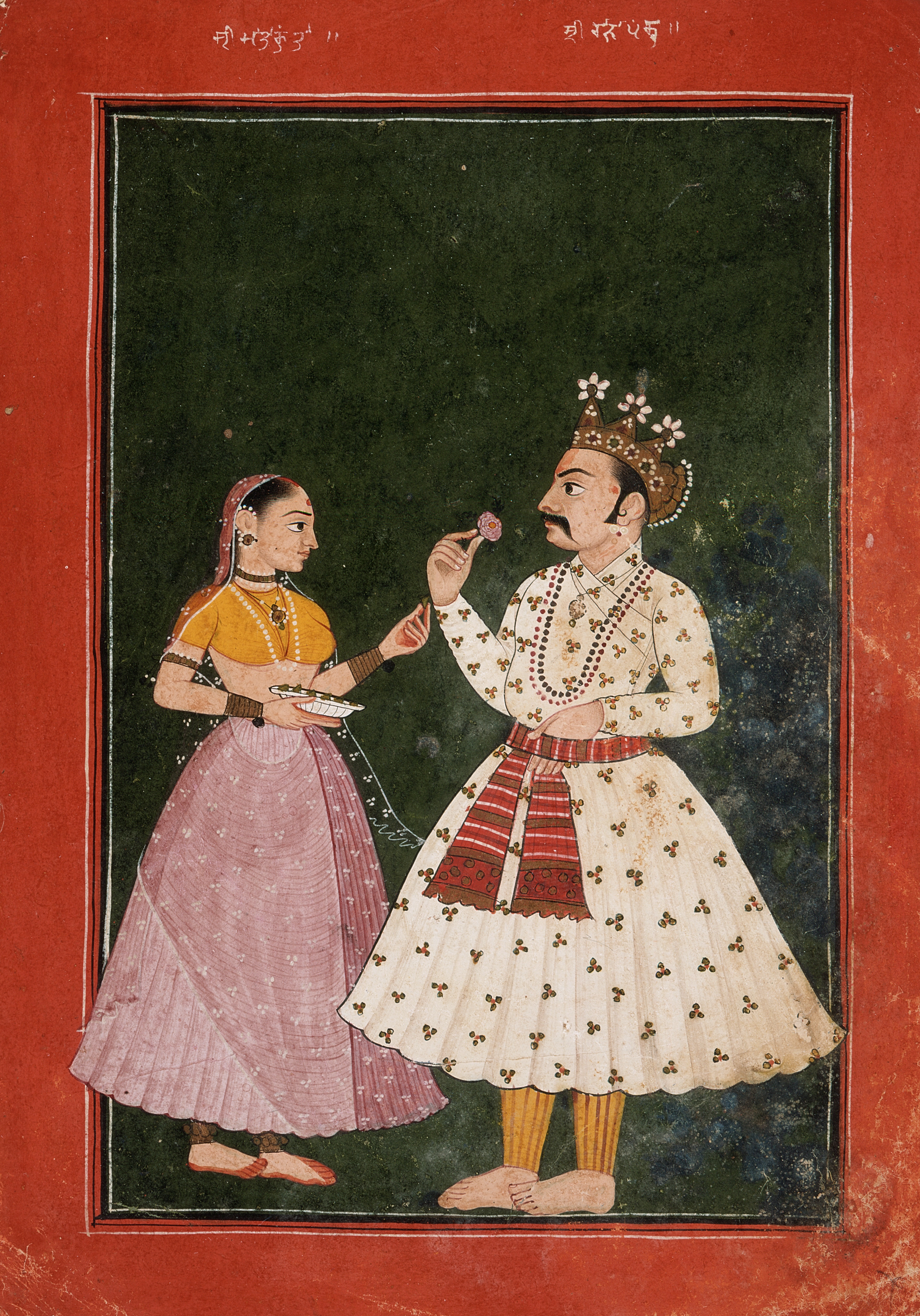
般度與貢蒂

般度，《摩訶婆羅多》人物。他是般度族的始祖，持國的弟弟，廣博的兒子，奇武王名義上的兒子。
貞信要求福身王立己子繼位，但福身王已先與恆河女神育有一子天誓。為了令父親與貞信順利成婚，天誓發誓不娶妻生子。貞信與福身生下花钏和奇武二子，花钏王早逝，由三弟奇武繼任，奇武王也在登基不久後死去，未留下後代。因此貞信要求自己與前夫所生之子廣博與奇武王的遺孀（安必迦以及安波利迦）進行尼育伽（即與德行高深的仙人行房，獲得後代，施行此法所得胎兒過繼為丈夫的後代），先後生下持國及般度，過繼給奇武王。但是持國天生為盲人，貞信於是以次子般度繼位。
持國生有百子，長子難敵，被稱作俱盧族。般度生有五子，長子堅戰，後者被稱作般度族。
安波利迦王妃生產般度時，被廣博的異味嚇得面色蒼白，所以般度一出生時就臉色蒼白。年少時，般度在郊野打獵，拉弓射中了一隻正在性交的羚羊，但羚羊是仙人化身，般度自此被仙人詛咒不得與女性性交，否則會慘死。長大後，般度娶了貢蒂及瑪德麗為妻，學有仙術的貢蒂協助般度生下五子，但般度還是忍不住誘惑，與瑪德麗性交，結果般度慘死，令持國攝政，埋下日後俱盧大戰的伏筆。